# 巍子
巍子（1956年2月16日—），本名王巍，中华人民共和国演员、话剧演员。拍摄过多部影视剧，如电影《黄河谣》、《蒋筑英》、《香香闹油坊》、《征服者》等，电视剧《情满珠江》、《费家有女》、《铁梨花》、《地下地上》、《笑傲江湖》等。其子王紫逸也是演员。

## 生平
- 1956年出生于甘肃银川专区（現宁夏），高中毕业后下乡。
- 1976年9月考入宁夏师范学院艺术系。
- 1978年毕业，分配到宁夏话剧团。
- 1985年考入中央戏剧学院干部专修班。
- 1988年9月毕业，凭借话剧《桑树坪纪事》中的演出获第六届“梅花奖”及首届“文华奖”。
- 1989年1月进入北京人民艺术剧院
- 1994年从北京人民艺术剧院辞职，现为国家一级演员。

## 电影
- 1989年《黄河谣》饰 当归
- 1993年《蒋筑英》饰 蒋筑英
- 1994年《香香闹油坊》饰 何大旺
- 1994年《征服者》
- 1994年《天国逆子》饰 情人
- 1994年《留村察看》饰 县长简正
- 1998年《青蛇杀手》
- 2005年《日出日落》同年9月在加拿大蒙特利尔电影节勇夺“特殊艺术贡献奖”
- 2010年《守望者》
- 2022年《安魂》

## 电视剧
- 1992《情满珠江》饰 林必成
- 1994《都市平安夜》
- 1994《费家有女》饰 曹克难
- 1995《北京深秋的故事》
- 1995《男人没烦恼》饰 魏明
- 1997《百年沉浮》饰 裴义江
- 1998《风雨澳门》饰 黎锦云
- 1998《上海沧桑》饰 唐同舒
- 1999《没有家园的灵魂》饰 张少杰
- 1999《咱那些日子》
- 1999《雄兵出击》
- 1999《百日追踪》饰 韦丙男
- 1999《生死较量》饰 杨亦松
- 2000《笑傲江湖》饰 岳不群
- 2001《卧龙小诸葛》饰 黄承彦
- 2001《非常接触》饰 雷和平
- 2001《温柔陷阱》饰 张大伟
- 2001《背叛》饰 宋一坤
- 2002《激情年代》饰 魏严洲
- 2002《刺虎》饰 雍正帝
- 2002《DA师》饰 赵梓明
- 2003《天下第一楼》饰 卢孟实
- 2003《长平之战》饰 白起
- 2003《针锋相对》饰 周志龙
- 2003《春夏秋冬》
- 2003《红旗谱》饰 冯贵堂
- 2004《红顶商人胡雪岩》饰 胡雪岩
- 2004《离婚再婚》饰 罗键
- 2004《剑出江南》饰 宁王
- 2005《芙蓉花开》饰 苏世龙
- 2005《反黑使命》饰 曾局长
- 2005《王昭君》饰 牧羊人
- 2005《大敦煌》饰 梁墨琰
- 2006《船政风云》饰 沈葆桢
- 2007《秦淮悲歌》饰 钱牧斋
- 2007《梦回春谷》饰 谢爷
- 2007《旋风暴》饰 严展飞
- 2007《上海王》饰 常力雄
- 2008《大明传奇》饰 柯玉井
- 2008《禁区》饰 徐杭州
- 2008《狼烟》饰 中田英秀
- 2009《地下地上》饰 徐寅初
- 2009《铁梨花》饰 赵元庚
- 2010《冰是睡着的水》饰 王斌父
- 2010《香格里拉》饰 勒仓多吉
- 2010《西游记》饰 玉皇大帝
- 2010《将·军》饰 常出海
- 2011《光荣大地》饰 水二爷
- 2011《老北风》饰 张天海
- 2012《大戏法》饰 沈万奎
- 2013《打狗棍》饰 戴天理
- 2014《一代枭雄》饰 魏正先
- 2014《英雄祭》饰 江年伦
- 2014《武媚娘传奇》饰 张柬之
- 2015《碧血书香梦》饰 宣澤恩
- 2016《陆军一号》
- 2020《最美逆行者》
- 2020《最初的相遇，最后的别离》饰 李局長
- 2024《唐朝诡事录之西行》(网络剧)饰 曹仲达
- 2025《狮城山海》(网络微剧)饰 程恢
- 待播《康百万》饰 仓爷 (2009年拍攝)
- 待播《冯子材》

## 奬項
- 1989年第六届梅花奖 《桑树坪纪事》
- 1989年首届文华奖 《虎符》
- 2013国剧盛典 觀眾喜愛的男主角《打狗棍》[1]
- 第13届华鼎奖 中国电视剧杰出成就奖

## 话剧
- 《桑树坪纪事》
- 《虎符》